# Walram II. (Ligny)
Walram II. von Luxemburg (franz.: Waléran II de Luxembourg; † 1354) war ein Herr von Beauvoir, Roussy und Ligny aus dem Haus Luxemburg. Er war ein Sohn des Walram I. von Luxemburg-Ligny und der Johanna von Beauvoir.
Walram erbte zunächst von seiner Mutter die Burgen von Beauvoir und Roussy, nach dem Tod seines Bruders Heinrich (1303) erhielt er zusätzlich das väterliche Erbe Ligny. Nach seinem Tod wurde er in der Kirche Notre-Dame in Cambrai bestattet.
Er war verheiratet mit Guyotte († 1338), Erbin der Burggrafschaft Lille, Tochter von Johann IV. Burggraf von Lille († 1291/92). Beider Sohn war Johann I. († 1364).

## Weblink
- Materialsammlung bei genealogie-mittelalter.de

| Vorgänger    | Amt                      | Nachfolger |
| ------------ | ------------------------ | ---------- |
| Heinrich II. | Herr von Ligny 1303–1354 | Johann I.  |

| Personendaten    | Personendaten                                                    |
| ---------------- | ---------------------------------------------------------------- |
| NAME             | Walram II.                                                       |
| ALTERNATIVNAMEN  | Walram II. von Luxemburg; Waléran II de Luxembourg (französisch) |
| KURZBESCHREIBUNG | Herr von Ligny, Roussy und Beauvoir                              |
| GEBURTSDATUM     | 13. Jahrhundert                                                  |
| STERBEDATUM      | 1354                                                             |